# Cal Porredon
Cal Porredon és una casa de Cervera (Segarra) inclosa a l'Inventari del Patrimoni Arquitectònic de Catalunya.

## Descripció
Casa de quatre plantes, estreta i alta. És d'obra i pedra arrebossada. La planta baixa té l'entrada porticada. La primera planta presenta un balcó amb barana de forja i porta d'arc escarser amb els marges esculpits amb formes arrodonides. La segona planta està separada de la primera per una motllura. El balcó és més petit que el de la primera, la forja és idèntica però la porta no. La tercera planta està separada de la segona per una motllura. El balcó és el més petit dels tres, amb la porta balconera idèntica a la de la segona planta. Remata l'edifici una barana de ferro amb les inicials "R R".